# كلاوت
كلاوت (بالإنجليزية: KLOUT)‏ موقع إلكتروني وتطبيق على الهاتف الجوال يستخدم إحصاءات الشبكات الاجتماعية لترتيب مستخدميها طبقا لتأثيرهم على مستخدمي هذا الشبكات من خلال «درجة كلاوت»، وهي قيمة رقمية بين 1- 100. في سبيل تحديد درجة كلاوت لكل مستخدم، تقيس كلاوت حجم الشبكة الاجتماعية لمستحدم مواقع التواصل الاجتماعي مقروناً بالمحتوى المقدم من هذا المستخدم لمعرفة مدى تفاعل المستخدمين مع المحتوى المقدم من المستخدم. تم إنشاء كلاوت في عام 2008.

## فكرته
تتابع كلاوت أنشطة المواقع التالية: Twitter, Facebook, Google+, LinkedIn, Foursquare, Wikipedia, Instagram في مسيرتها لقياس الـتأثير الخاص بالمستخدمين والمحتوى الذي يشاركونه. درجة كلاوت تتراوح بين 1 إلى 100 وتدل الدرجات العالية على المقدار العالي من الانتشار وقوة الـتاثير الخاصتين بالمستخدم الحاصل على الدرجة. كلاوت تقوم بتقييم كل مستخدمي تويتر ومنحهم درجة كلاوت المستحقة ويمكن لأي مستخدم بحساب في موقع كلاوت أن يربط حساباته في مواقع التواصل الاجتماعي المختلفة لتقوم كلاوت بجمع البيانات الخاصة بهذا المستخدم ما سيؤثر على درجة كلاوت الممنوحة له أو الدرجة المستحقة.
تقيس كلاوت التأثير عن طريق استخدام بيانات مثل عدد المتابِعين والمتُابعين وعدد إعادات التغريد بالإضافة إلى درجة تأثير المستخدمين الذين قاموا بإعادة التغريد أو المنشن وعدد أعضاء القوائم، وعدد الحسابات الوهمية والغير متفاعلة التي تتابع المستخدم. هذه المعلوما ت بالإضافة إلى معلومات أخرى يتم الحصول عليها من عدد المتابعين في مواقع التواصل الاجتماعي المختلفة ودرجة تفاعلهم مع المحتوى المُقدم من المستخدم. وتشمل المواقع المؤثرة على الدرجة: تويتر، فيس بوك، لنكد إن، قوقل بلس، انستقرام بالإضافة إلى ويكبيديا وموقع كلاوت نفسه. مواقع أخرى مثل يوتيوب، فلكر، بلوقر، تمبلر، لاست إف إم، ورد بريس وبينق يمكن ربطها من قبل المستخدمين لكن ليس لها أدنى تأثير على درجة كلاوت وطريقة حسابها كما هو معمول به حتى عام 2013. وقد أأأعلنت مايكروسوفت في أواخر الربع الثالث من عام 2012 عن استثمار استراتيجي في كلاوت والذي بموجبه تُمنح بينق حق الوصول للمعلومات والبيانات الخاصة بتقنيات التأثير التي تملكها كلاوت وبالمقابل سيكون من لكلاوت حق الوصول لبيانات البحث الخاصة بموقع BING لإستخدامها في عملية تقييم تأثير المستخدمين.
درجات كلاوت تضم ثلاثة مقاييس تفصيلية: «الوصول الحقيقي» و «التوسع أو الانتشار» و «التأثير الشبكي». : «الوصول الحقيقي» يعتمد على حجم التفاعل الحقيقي مع الرسائل التي يحاول المستخدم إيصالها. «التوسع أو الانتشار» يقيس إمكانية أن تحدث الرسائل التي يحاول المستخدم إيصالها تفاعلاً من خلال عدد إعادات التغريد (الرتوييت) والمنشن والإعجابات والتفضيل والتعليقات. فيما يعكس «التأثير الشبكي» قيمة الـتأثير المحسوبة للجمهور المهتم بالمستخدم.
نموذج العمل الأساسي لكلاوت يقوم على الأموال التي تتلاقاها كلاوت من الشركات الراغبة في تقديم الخدمات والمنتجات المجانية لعملاء كلاوت الذين يتحقق فيهم مجموعة من المعايير المحددة مسبقا من قبل هذه الشركات والتي تتضمن درجة كلاوت، والمواضيع أو المسائل التي يهتم بها المستخدم والمنطقة الجغرافية. ولا يجب على مستخدمي كلاوت أن يكتبوا
```
عن الشركة التي منحتهم الخدمات والمنتجات المجانية لكن تطمح الشركات المانحة أن يقوم المستخدمون الحاصلون على هذه المنح بالإعلان عن الشركات المانحة في مواقع التواصل الاجتماعي. وقد تم إنشاء هذا البرنامج عام 2010 . ووفقا للرئيس التنفيذي لكلاوت جو فرناندز، فقد تم تأسيس ما يقرب من 50 علاقة شراكة مع كلاوت في نوفمبر 2011. وقد أعلنت كلاوت أن مستخدميها خصلو على مليون منحة (خدمة أو منتج مجاني) من خلال 400 حملة إعلانية. [11]
```

كلاوت للأعمال:
في عام 2013، أعلنت كلاوت عزمها تقديم بيانات موجهه لمستخدميها من الشركات والعلامات التجارية تُعنى بجمهور كل شركة أو علامة تجارية على الشبكة العنكبوتية. [12]
الانتقادات:
العديد من الانتقادات طالت كلاوت بسبب طريقة التقييم وتوزيع الدرجات والتأثير الاجتماعي الناجم عن ذلك. [13] وأشارت الانتقادات أن كلاوت لا تمثل التأثير الحقيقي الذي يتمتع به المستخدم، متحججين بأن الدرجات التي حصل عليها الرئيس الأمريكي أوباما أقل من درجات بعض مستخدمي موقع بلقرز. وترى بعض الانتقادات الاجتماعية أن درجة كلاوت لا تُثمن التواصل الفعلي من خلال مواقع التواصل وتدعم الطبقية الاجتماعية بمحاولتها لإحصاء التفاعل الإنساني. وقد حاولت كلاوت الرد على بعض من هذه الانتقادات: فقد غيرت كلاوت طريقة حساب الدرجات لتشمل أهمية الرئيس أوباما في طريقة أفضل لعكس مدى تأثيره. أما موقع كلاوت فقد واجه انتقادات متعلقة بخصوصية القاصرين وباستغلال مستخدميه للحصول على الربح.
و يصف جون سكالزي المبدأ الذي تقوم عليه كلاوت بالشيطان الاجتماعي في إستغلاله لوساوس وأوهام مستخدميه حول نظرة المجتمع لهم أو ما يسمى «وسواس نظرة الناس». .[18] وقد وصف تشارلز ستروس خدمات كلاوت بالهربس الإلكتروني، مضيفا أن تحليله لشروط وبنود كلاوت أظهرت كونها غير قانونية في الممكلة المتحدة وتخالف ما نص عليه قانون 1998 لحماية البيانات. وينصح القراء أن يتخلوا عن خدمات كلاوت وحساباتهم في موقعها.
و يرى بين روثيك أن كلاوت تعاني من صعوبة العمل ويبدو أنها ستمكث في هذه الحالة لفترة أطول. ويضيف ساخراً يجب أن نهلل لكلاوت لأنها استطاعت حل اللغز المسمى: التأثير الاجتماعي. ويضيف أما نتائجهم عن التأثير فيجب ألا يكون لها هذا الكم من التأثير. [20]
دائما ما يتم انتقاد كلاوت بسسب الغموض الذي يكتنف الطريقة المستخدمة لحساب الدرجات. في حين تزعم كلاوت أن آلية متقدمة من تقنيات التعليم تستخدم في عملية التقييم وتوزيع الدرجات، يرى سين قُلهر أن 95% من درجة كلاوت الممنوحة لمستخدمي تويتر معتمده على عدد المُتابعين بناء على تحليل قام به لدرجات كلاوت مستخدماً نظرية تحليل الشبكات. [21]
على الرغم من الإعتتراضات، بعض أصحاب العمل يعتتمد على درجة كلاوت في إصدار قرارت التوظيف. جاء في أحد مقالات Wired ، أن مرشحاً لمنصب نائب المدير في شركة عملاقة - عمل مشتشاراً لشركات عملاقة مثل أميركان أو لاين وفورد وكرافت لمدة 15 سنة - تم استبعاده من قائمة المرشحين وتعينين مرشح آخر يفوقة في عدد درجات كلاوت ليشغل المنصب، وذلك أن المرشح المستبعد حاصل على 34 درجة فقط وفي المقابل حصل المرشح المعين على 67 درجة.
(هذا النص ترجمة من النسخة الإنجليزية)